# Cissus lemuricus
Cissus lemuricus är en vinväxtart som beskrevs av Descoings. Cissus lemuricus ingår i släktet Cissus och familjen vinväxter. Inga underarter finns listade i Catalogue of Life.